# Siddiqiy Ajziy
Saidahmad Siddiqiy (auch Saidahmadxoʻja; kyrillisch Саидаҳмад Сиддиқий; auch Sayyid Ahmad Siddiqiy; russisch Саидахмад Сиддики-Аджзи Saidachmad Siddiki-Adschsi; * 1864; † 1927) war ein Lyriker und früher Vertreter des zentralasiatischen Dschadidismus. Er wirkte unter dem Pseudonym Ajziy im Literatenzirkel des Mahmudxoʻja Behbudiy in Samarqand.

## Biographie
Siddiqiy entstammte einer in bescheidenen Verhältnissen lebenden Familie. Er verwaiste früh und erlernte daraufhin das Uhrmacherhandwerk, ehe er nach Buxoro ging, um dort an einer Madrasa zu studieren. Nach zwei oder drei Jahren brach er diese Ausbildung ab und arbeitete daraufhin in unterschiedlichen Gewerben, darunter als Schreiber für Qādīs. Wie auch die anderen Samarqander Vertreter des Dschadidismus war Siddiqiy bilingual (persisch und türkisch) und lernte außerdem von Freunden die russische Sprache.
Ein von seinem Vater geerbtes Grundstück verkaufte Siddiqiy 1901, um den Haddsch zu machen. Er bereiste die Türkei, Ägypten und die arabische Halbinsel, wo er in Dschidda als Übersetzer im russischen Konsulat arbeitete. Seine Rückreise führte ihn über St. Petersburg, Moskau und den Kaukasus zurück nach Turkestan. Zu diesem Zeitpunkt lernte er in Baku die führenden Vertreter des transkaukasischen Dschadidismus. Von diesen Begegnungen inspiriert eröffnete er in seinem Heimatdorf nach seiner Rückkehr eine Schule der „neuen Methode“. Neben Is'hoqxon Ibrat wurde Siddiqiy der älteste Vertreter des Dschadidismus. Dass sein Werk nicht ohne Widerstand blieb, zeigt der Aufruf des Imam der Ulugbek-Moschee im Dezember 1913, Ajziy wegen Blasphemie zu töten.
Siddiqiy engagierte sich später auch im Verlagswesen und eröffnete 1914 die Buchhandlung Zarafshon. Er wirkte außerdem als Dichter, seine Werke wurden unter anderem in der Turkiston viloyatining gazeti und Behbudiys Oyina veröffentlicht; als seine bedeutendsten Gedichte gelten Anjumani arvoh („Zusammenkunft der Seelen“) und Mirʼoti ibrat („Spiegel der Ermahnung“), die er beide auf Persisch im Masnawi-Stil verfasste, die beide später ins Türkische übersetzt wurden und zur Standardanklage der turkestanischen Gesellschaft werden sollten.
In den 1920er-Jahren war er eine zentrale Figur im zentralasiatischen Bildungs- und Kunst-Bereich.